# Bücker Bü 131 Jungmann
Bücker Bü 131 "Jungmann" (Young man) là một loại máy bay huấn luyện cơ bản của Đức trong thập niên 1930, nó được Luftwaffe sử dụng trong Chiến tranh thế giới II.

## Biến thể
Bü 131A
Bü 131B
Bü 131C
Nippon Kokusai Ki-86A Máy bay huấn luyện Sơ cấp Lục quân Kiểu 4
Nippon Kokusai Ki-86B Máy bay huấn luyện Sơ cấp Lục quân Kiểu 4
Kyushu K9W1 Momiji Máy bay huấn luyện Hải quân Mẫu 11 Kiểu 2
Tatra T.131
Aero C-4
Aero C-104
CASA 1.131
BP 131
SSH T-131P
SSH T-131PA

## Quốc gia sử dụng
Bulgaria
- Không quân Bulgary

 Tiệp Khắc
- Không quân Tiệp Khắc
- An ninh Quốc gia Tiệp Khắc

Bü 131 B của Không quân Thụy Sĩ.

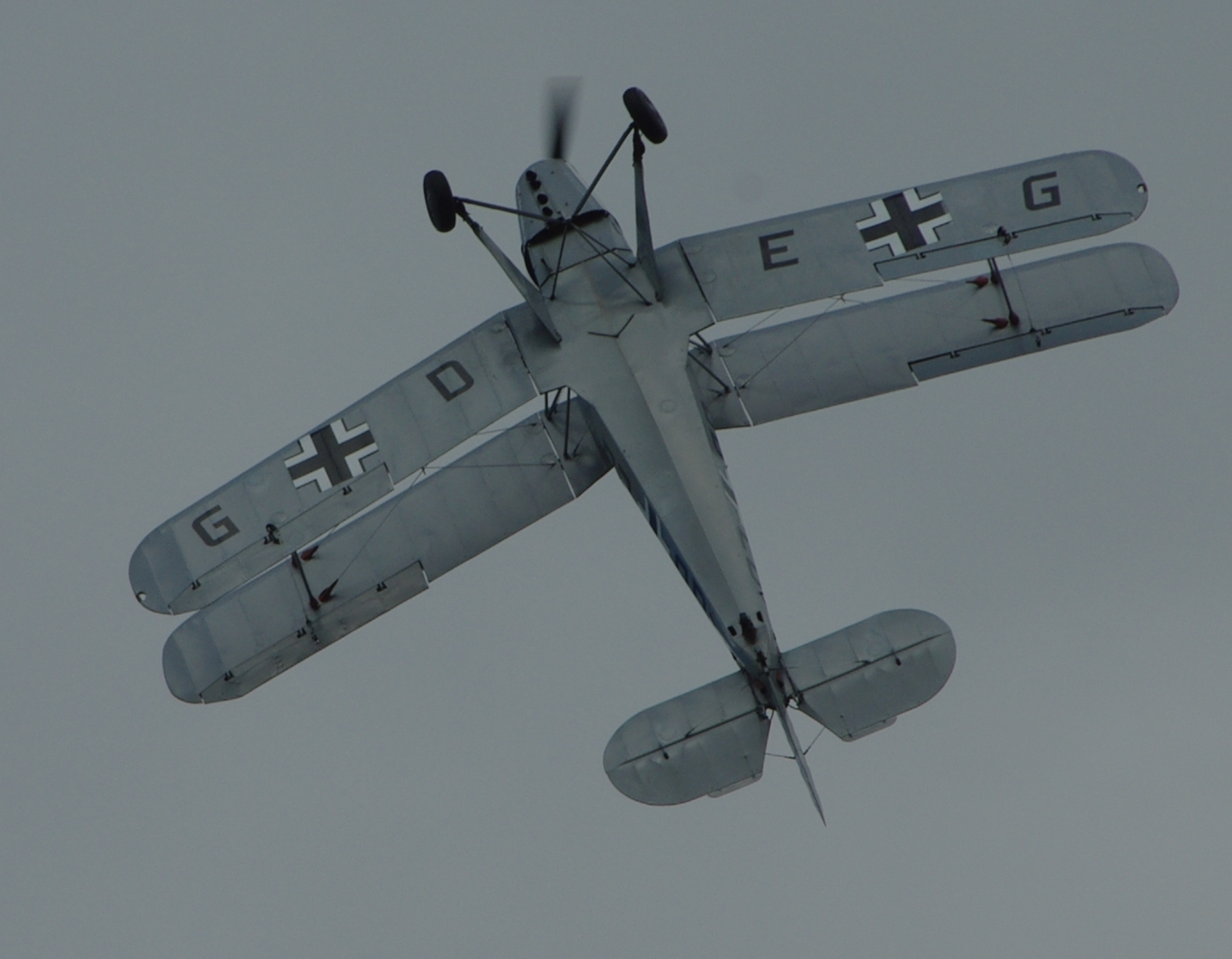

 Independent State of Croatia
- Zrakoplovstvo Nezavisne Države Hrvatske

 Phần Lan
- Không quân Phần Lan

 Germany
- Luftwaffe

 Greece
- Không quân Hy Lạp

 Hungary
- Không quân Hoàng gia Hungary

 Nhật Bản
- Không quân Lục quân Đế quốc Nhật Bản
- Không quân Hải quân Đế quốc Nhật Bản

 Hà Lan
- Không quân Hoàng gia Hà Lan

 Romania
- Không quân Hoàng gia Romani
- Không quân Romani

 Slovakia
- Không quân Slovak (1939-1945)

 Nam Phi
- Không quân Nam Phi

 Tây Ban Nha
- Không quân Tây Ban Nha

 Thụy Sĩ
- Không quân Thụy Sĩ

 Kingdom of Yugoslavia
- Không quân Hoàng gia Nam Tư

 Nam Tư
- Không quân SFR Nam Tư

## Tính năng kỹ chiến thuật (Bü 131B)

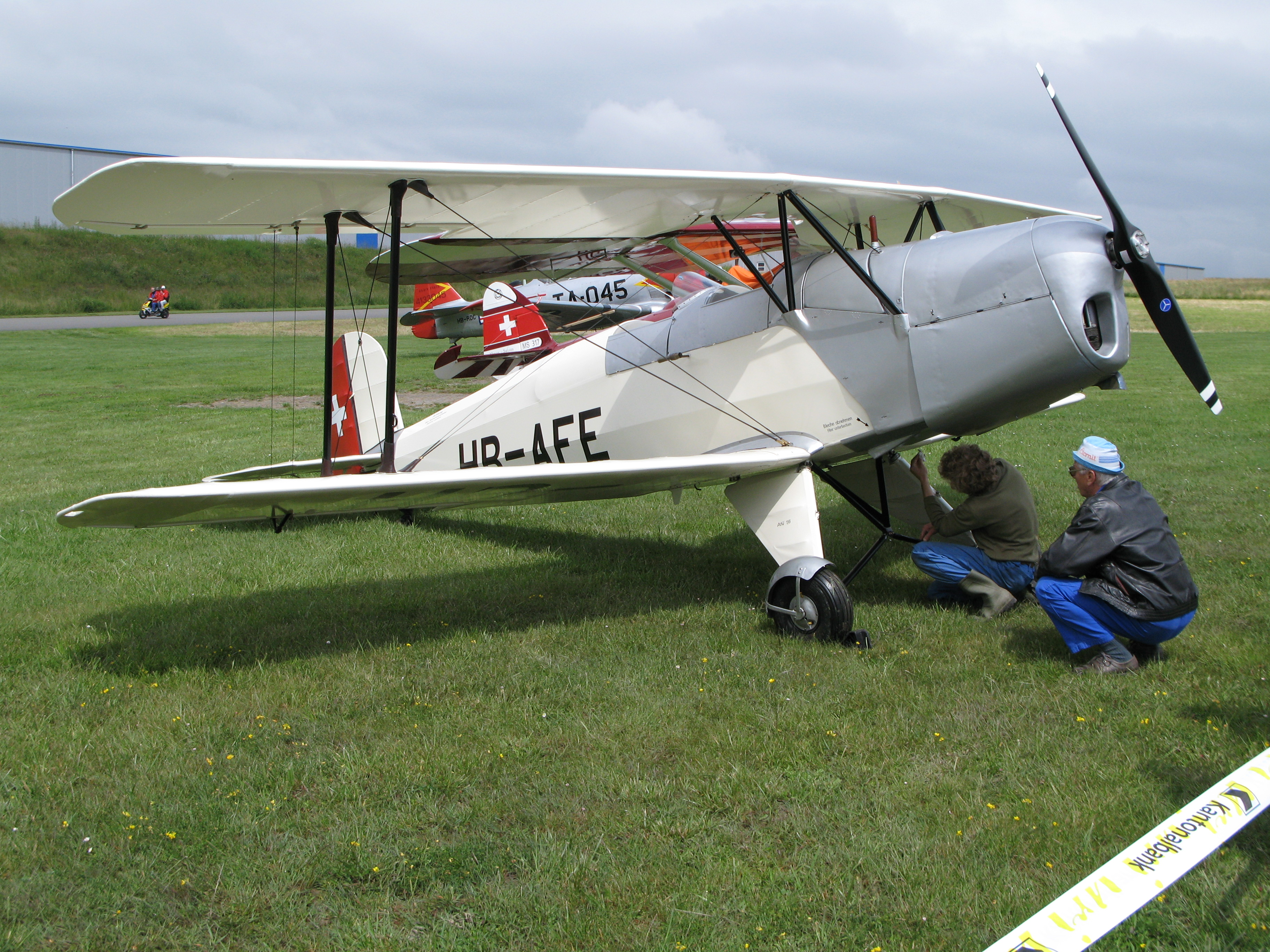
Bü 131 năm 1938

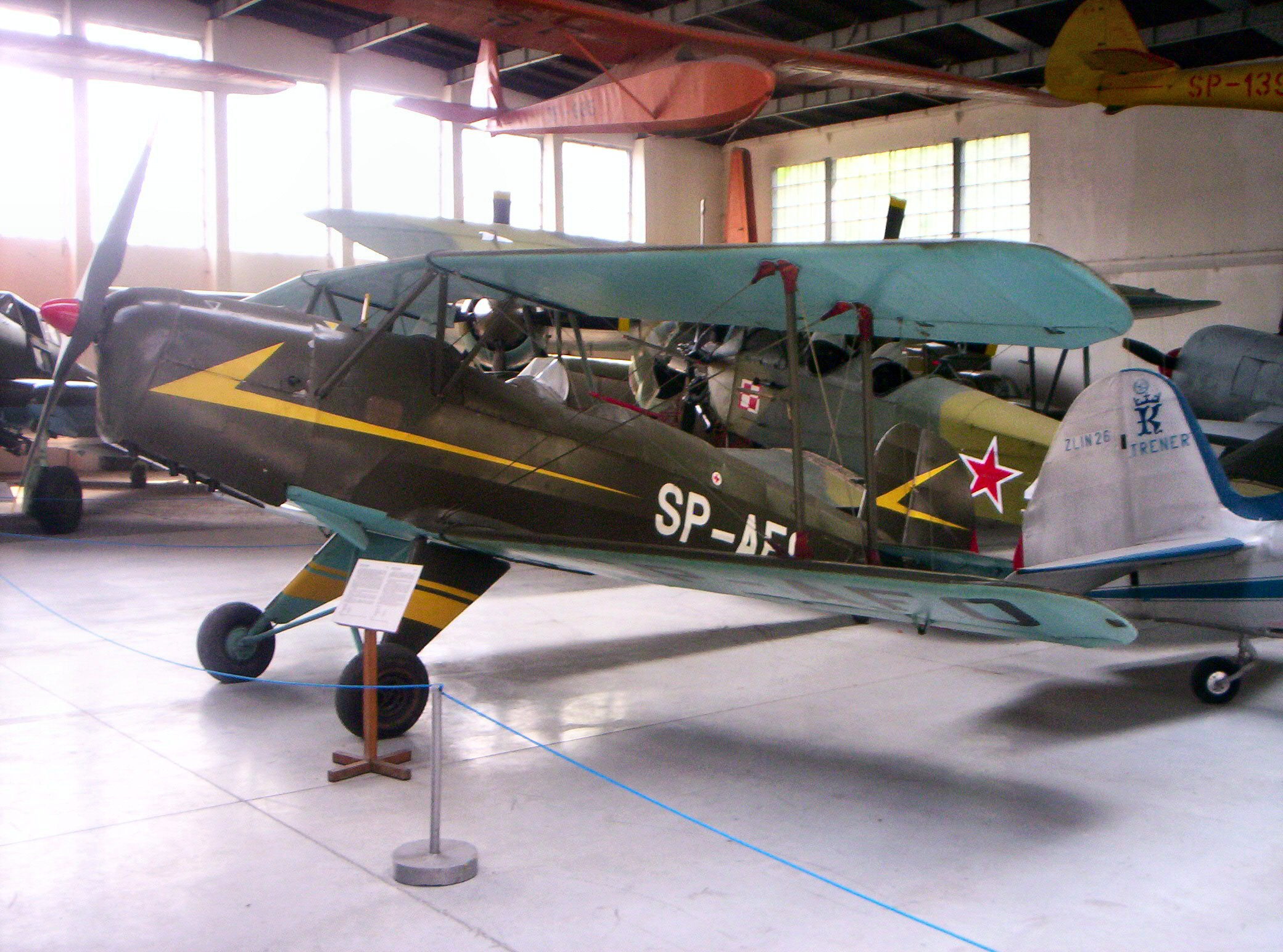
Bücker Bü 131B Jungmann tại (Bảo tàng Hàng không Ba Lan)

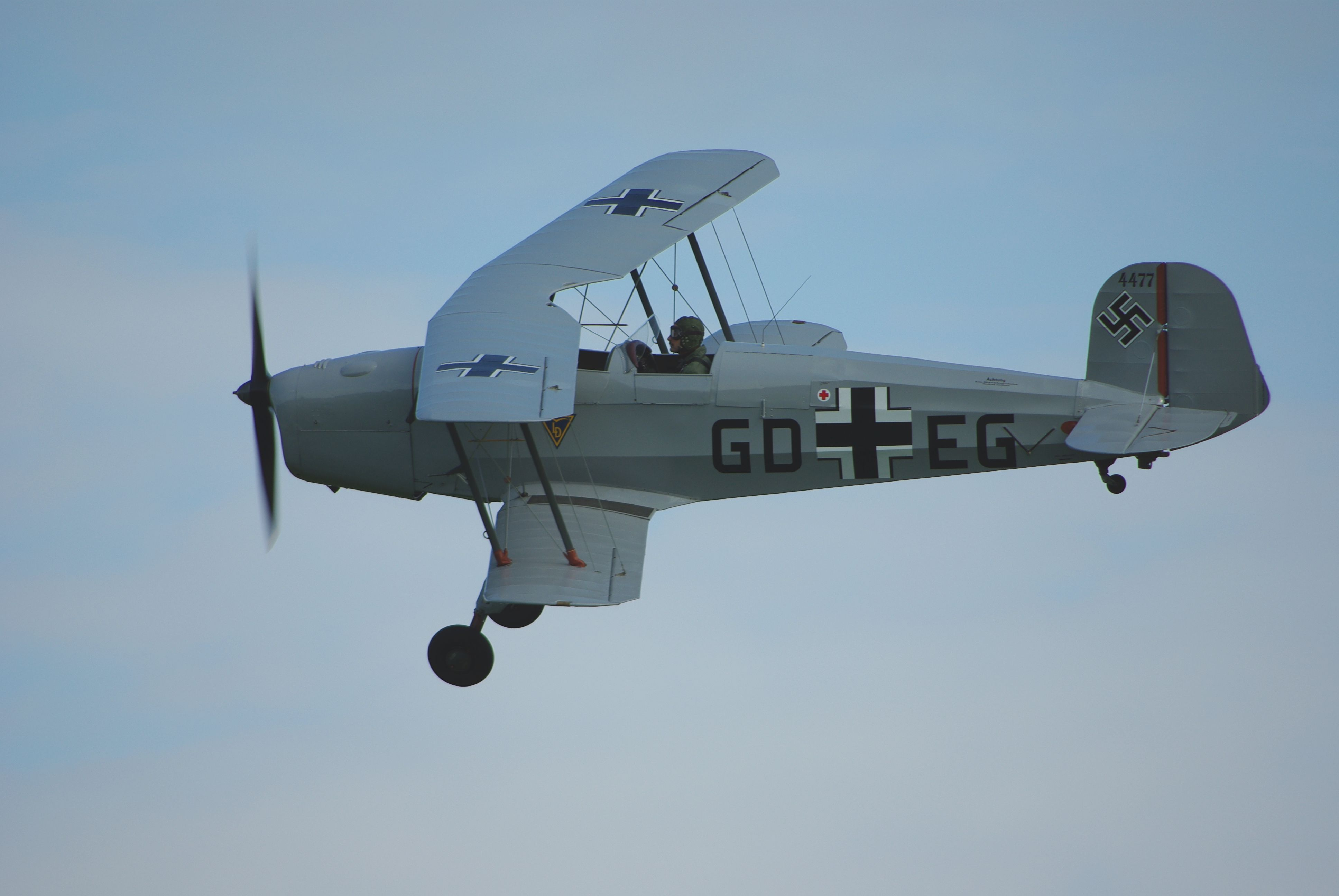
Jungmann G-RETA thuộc Shuttleworth tại Old Warden

Dữ liệu lấy từ Jane's Fighting Aircraft of World War II
Đặc điểm tổng quát
- Kíp lái: 2
- Chiều dài: 6,62 m (21 ft 8 in)
- Sải cánh: 7,40 m (24 ft 3 in)
- Chiều cao: 2,35 m (7 ft 6 in)
- Diện tích cánh: 13,5 m² (145 ft²)
- Trọng lượng rỗng: 380 kg (840 lb)
- Trọng lượng có tải: 670 kg (1.500 lb)
- Động cơ: 1 × Hirth HM 504, 70 kW (100 hp)

 Hiệu suất bay 
- Vận tốc cực đại: 183 km/h (99 kn, 115 mph)
- Vận tốc hành trình: 170 km/h (92 kn, 110 mph)
- Tầm bay: 628 km (339 nm, 390 mi)
- Trần bay: 4.050 m (13.300 ft)
- Vận tốc lên cao: 2,8 m/s (6.600 ft)
- Tải trên cánh: 46,3 kg/m² (9,49 lb/ft²)
- Công suất/trọng lượng: 100 W/kg (0,064 hp/lb)